# 物種面積曲線

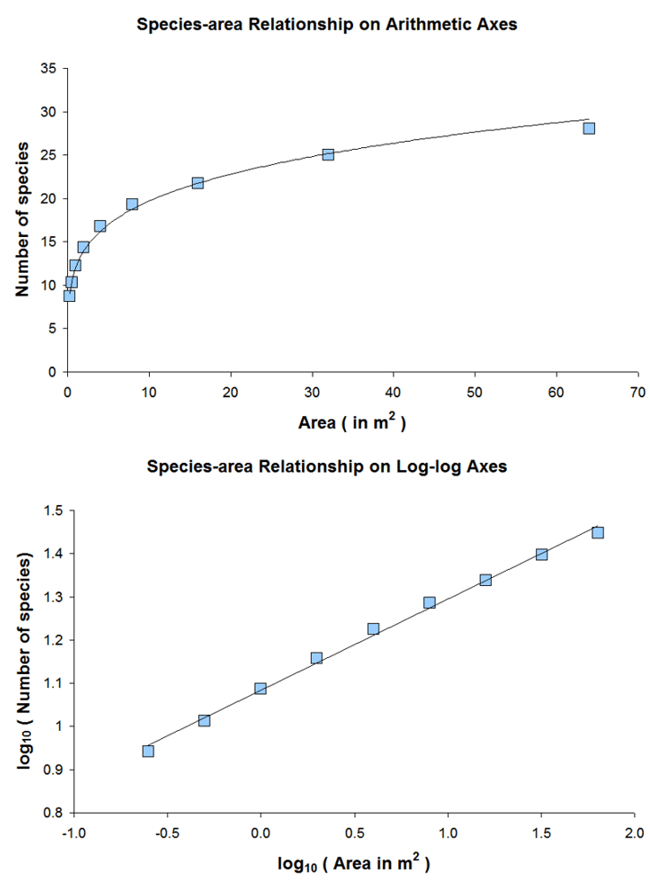
相鄰棲息地的物種-面積關係。

物種面積曲線，或種數-面積曲線在生態學上是在某一地區內，物種數量與棲息地（或部份棲息地）面積的關係。當面積越大時，物種的數量也傾向較多；實驗顯示兩者的關係依循一套系統數學關係。物種面積關係一般會以單一類生物建構，如所有維管植物或特定營養級的所有物種；很少會為所有生物建構。這條曲線與物種發現曲線有關，但並非完全相同。

## 曲線種類
物種面積曲線可以棲息地種類及所使用的普查方案來分類。Frank Preston就將曲線分為兩類：樣本及隔離種群。樣本種群即在受普查地區內相鄰棲息地的普查；隔離種群則是在非相鄰的棲息地，如島嶼等。米歇爾·羅森莿魏希（Michael Rosenzweig）也指出在非常大的地區內的物種面積關係，例如在生物地理學的州份或大洲中的普查，會與在島嶼或細小相鄰地區的普查表現有所不同。
就不同大小的島嶼或孤立群種而言，雖然棲息地越大就傾向有越多的物種，但也有較細小的島嶼擁有更多物種的情況。就相鄰的棲息地而言，其物種面積關係會因普查方式而有所不同。普遍的方法是利用多個樣方，以較大的樣方來包含細小的樣方。

## 物種面積關係
撇除普查方案或棲息地類型，物種面積曲線一般會以簡單的函數表現。Frank Preston就指出物種的對數常態分佈。設S為物種數量，A為面積，c及z為常數，物種與面積的關係則為：
{\displaystyle S=cA^{z}}
以上關係在雙對數曲線圖中可以得出一條直線。相對的Henry Gleason提出了一個半對數模型:
{\displaystyle log(S)=log(c)+zlog(A)}
在半對數圖中就像一條直線，當中面積是對數，而物種數量則為算數。兩者中的物種面積關係差不多都是遞減的。

## 用途
20世紀初，生態學家會以物種面積曲線來估計樣方內最少的物種數量，足以使樣方有群落的特徵。計算曲線下的面積，當使用較大的樣方時只得出多些許物種之後，就稱為「群落最少面積」，而圈起群落最少面積的樣方則稱為「抽取樣區」，故物種面積曲線又被稱為「抽取樣區法」。這套方法得到瑞士生態學家布蘭白朗奎（Josias Braun-Blanquet）的大肆發展。
群落最少面積的估計必然是主觀的，所以一些學者會將群落最少面積定義為包含最少95%物種總數的地區。但問題是物種面積曲線並不一定會有漸近線，所以難以確定總數。事實上，物種的數量多會隨面積增加，直至整個世界都被物種所積聚。

## 外部連結
- （英文） 物種 - 面積關係 （页面存档备份，存于）